# Diether Lauenstein
Diether Lauenstein (* 8. April 1914 in Herford; † 28. Dezember 1990 in Windhoek, Namibia) war ein deutscher Theologe und Indologe, Pfarrer der Christengemeinschaft und Publizist.

## Leben
Diether Lauenstein ist in schwierigen Verhältnissen aufgewachsen; sein Vater war krank, die Mutter musste die Familie mit drei Kindern allein durchtragen. Sein Studium wurde ihm durch den Vater eines Klassenkameraden finanziert.
Er studierte von 1934 bis 1939 katholische und evangelische Theologie in Tübingen, Sanskrit in Marburg bei Johannes Nobel und Friedrich Heiler sowie Philosophie bei Nicolai Hartmann in Berlin. 1939 schloss er sein Theologiestudium ab und wurde nach einem Jahr am Priesterseminar der Christengemeinschaft zur Wehrmacht einberufen. Er nahm am Frankreichfeldzug und am Krieg gegen die Sowjetunion teil und verlor durch eine schwere Verwundung ein Bein. Er wurde 1943 in Marburg zum Dr. theol. promoviert, habilitierte sich an der Universität Greifswald und hatte dort ab 10. August 1944 einen Lehrauftrag für Indogermanistik und Sanskrit. Ludwig Heller vererbte ihm seinen Nachlass.
1945 verließ er Greifswald, wurde in Herford als Journalist tätig, erhielt den englischen Journalistenpreis und gründete eine Tageszeitung in Ostwestfalen. 1946 ging er abermals ans Priesterseminar und wurde am 13. Oktober 1946 durch Emil Bock zum Priester der Christengemeinschaft geweiht.
Er war anschließend Pfarrer in Tübingen, ab 1951 in Essen, ab 1965 in Bochum, wo er einen Kirchenbau mit dem berühmten Architekten Hans Scharoun durchführte. Eine Lebensfreundschaft verband ihn mit Gerhard Kienle. Durch seine Kursarbeit für jüngere Ärzte, seine Mitarbeit am Priesterseminar und seine Mitwirkung bei der Gründung des Gemeinschaftskrankenhauses Herdecke und der späteren ersten privaten Universität Witten/Herdecke prägte er maßgeblich die anthroposophische Arbeit, die in eine breitere und zivilisationswirksame Öffentlichkeit reichte.
Publizistisch war er als Herausgeber der Logoi-Reihe zusammen mit Manfred Krüger tätig.
1975 wanderte Lauenstein wegen einer Lungenerkrankung nach Windhoek aus und gründete dort eine Akademie. 1978 kaufte er mit eigenen Mitteln und mit Geldern der CSU-nahen Hanns-Seidel-Stiftung die deutschsprachige Allgemeine Zeitung in Windhoek. Die Allgemeine Zeitung hatte ab Mitte der 1970er Jahre unter ihrem Chefredakteur Kurt Dahlmann für ein von Südafrika und seiner Apartheidspolitik unabhängiges Namibia plädiert und das allgemeine und freie Wahlrecht für alle Namibier gefordert. Die deutschsprachige Bevölkerung Namibias unterstützte diesen Kurs mehrheitlich. Lauenstein hingegen war auf der Seite der Südafrika-freundlichen Minderheit: Er entließ Dahlmann, übernahm die Chefredaktion zunächst selbst und versuchte die Zeitung rigoros auf einen Pro-Apartheid- und Anti-Unabhängigkeits-Kurs zu bringen. Aus politischen Gründen richtete er auch eine englischsprachige Ausgabe seiner Zeitung ein.

## Werke
- Das Erwachen der Gottesmystik in Indien. Die Entwicklung des bhakti-Begriffes (der gläubigen Hingabe) innerhalb der älteren religiösen Vorstellungen der Inder (= Diss. Marburg 1943). Reinhardt, München 1943 (Christentum und Fremdreligionen 8)
- Der Messias. Eine biblische Untersuchung. Urachhaus, Stuttgart 1971
  - überarbeitete Auflage: Fischer Taschenbuch (Perspektiven der Anthroposophie), Frankfurt am Main 1984
- Das Geheimnis des Wals. Melvilles Moby Dick und das Alte Testament. Urachhaus, Stuttgart 1973
- Das Ich und die Gesellschaft. Einführung in die philosophische Soziologie im Kontrast zu Max Weber und Jürgen Habermas in der Denkweise Plotins und Fichtes. Freies Geistesleben (Logoi 2), Stuttgart 1974
- Der Lebenslauf und seine Gesetze. Urachhaus (Vorträge 3), Stuttgart 1974
- Die vier Denkmodelle des Abendlandes. Urachhaus (Vorträge 13), Stuttgart 1976
- Die Mysterien von Eleusis. Urachhaus, Stuttgart 1987, ISBN 3-87838-498-X
- Das Alte Testament. Anstöße zu einem neuen Lesen aus der Sicht der Evangelien. Bibeltexte, ausgewählt und kommentiert von Diether Lauenstein. Urachhaus, Stuttgart 1990